# کالویان و دسیسلاوا
کالویان (بلغاری: Калоян ; بلغاری قدیمی: КАЛѠѢНЪ, Kalōjěnŭ) و دسیسلاوا (بلغاری: Десислава ; بلغاری قدیم: ДЕСИСЛАВА، دسیسلاوا) نجیب‌زادگان بلغاری قرن سیزدهم و والیان شهر سردتس (صوفیه کنونی) و مناطق اطراف آن در دوران سلسله آسن از امپراتوری دوم بلغارستان بودند. آنها به عنوان اهدا کنندگان و حامیان اصلی کلیسای بویانا شناخته می‌شوند. پرتره‌های آنها که در سال 1259 توسط نقاشان مکتب هنری تارنوو در کلیسای بویانا ایجاد شده است، توسط بسیاری از کارشناسان برجسته به عنوان اولین تصاویر رنسانس در هنر اروپا در نظر گرفته شده است بسیاری از مورخان هنر این نقاشی‌های دیواری را به عنوان یکی از برجسته‌ترین آثار رنسانس پالئولوگ می‌شناسند.